# 羅曼·薩拉伊
羅曼·德米特羅維奇·薩拉伊（羅馬化：Roman Dmytrovych Sarai；1980年7月27日—），烏克蘭政治人物、法學博士研究生、教授，自2023年9月27日起擔任外喀尔巴阡州議會主席。